# 2-es busz (Veszprém)
A veszprémi 2-es jelzésű autóbusz a Jeruzsálemhegy, a Belváros, a Jutasi úti lakótelep nyugati része és a vasútállomás közti kapcsolatot biztosítja.

## Története
Hasonlóan az 1-es, a 4-es vagy a 8-as járathoz, a 2-es is az 1996-os nagy menetrend-revízió terméke, igaz, útvonala többé-kevésbé azonos a korábbi 1-es viszonylatéval. Különbség azonban, hogy az 1-es nem volt hurokjárat, hanem az Endrődi fordulóig (a mai Endrődi Sándor utca nevű megállóhelyig) közlekedett. 1996-tól a 2-es a Haszkovó fordulóból induló és a hurkot ellentétes irányba megtevő 12-essel együtt biztosította a tömegközlekedést a Jeruzsálemhegy belső területein, 2008-ban azonban ez utóbbit a kihasználatlansága miatt megszüntették.
2019. december 15-étől Bakonyalját is körbejárja.

## Útvonala
| Endrődi Sándor lakótelep felé | Veszprém vasútállomás felé |
| --- | --- |
| Veszprém vasútállomás vá. – Jutasi út – Mindszenty József utca – Brusznyai Árpád utca – Óvári Ferenc út – Dózsa György utca – Harmat utca – Endrődi Sándor utca – Endrődi Sándor lakótelep vá. | Endrődi Sándor lakótelep vá. – Endrődi Sándor utca – Kiskőrösi utca – Pázmándi utca – József Attila utca – Komakút tér – Iskola utca – Óvári Ferenc út – Brusznyai Árpád utca – Mindszenty József utca – Jutasi út – Veszprém vasútállomás vá. |

## Megállóhelyei
| 0  | Veszprém vasútállomás végállomás    | 23 | 1, 4, 4A, 5, 10, 11, 21 Helyközi buszok Veszprém                           |
| 1  | Aulich Lajos utca                   | 21 | 4, 4A, 10, 11, 18A, 21 Helyközi buszok                                     |
| 2  | Láhner György utca                  | 20 | 18                                                                         |
| 4  | Penny Market                        | 19 | 18                                                                         |
| 5  | Deák Ferenc Iskola                  | 18 | 6, 18                                                                      |
| 6  | Aradi vértanúk utca                 | 17 | 6, 18                                                                      |
| 7  | Laktanya                            | 15 | 1, 3, 4, 4A, 6, 7A, 8, 8A, 10, 11, 18, 18A, 21                             |
| 8  | Jutasi úti lakótelep                | 14 | 1, 10 Helyközi buszok                                                      |
| 9  | Jutasi út 61.                       | 13 | 1, 10                                                                      |
| 10 | Petőfi Sándor utca                  | 11 | 1, 3, 4, 4A, 7A, 10, 13                                                    |
| 12 | Veszprém autóbusz-állomás           | 9  | 1, 3, 4, 4A, 7A, 10, 12, 12A, 13, 22, 23 Helyközi buszok Távolsági járatok |
| 13 | Hotel                               | 7  | 1, 3, 4, 4A, 5, 6, 7A, 10, 12, 12A, 13, 22, 25                             |
| 15 | Petőfi Színház                      | 5  | 1, 3, 4, 4A, 5, 6, 8, 8A, 10, 13, 25 Helyközi buszok Távolsági járatok     |
| 15 | Harmat utca                         | ∫  | 1, 3, 5, 8, 8A, 25                                                         |
| ∫  | Komakút tér                         | 4  | 4, 4A, 6, 8, 8A Helyközi buszok Távolsági járatok                          |
| ∫  | Pázmándi utca 24.                   | 3  |                                                                            |
| ∫  | Vámosi utca 24.                     | 2  |                                                                            |
| ∫  | Endrődi Sándor utca                 | 1  |                                                                            |
| 16 | Endrődi Sándor lakótelep végállomás | 0  |                                                                            |